# Edmund Johnston Garwood
Edmund Johnston Garwood (18 mai 1864 à Bridlington, Yorkshire de l'Est  – 12 juin 1949 à Londres) est un géologue britannique et président de la Société géologique de Londres de 1930 à 1932.

## Biographie
Il est né à Bridlington et fait ses études au Collège d'Eton et au Trinity College de Cambridge, où il s'inscrit en 1886. En 1899, il accompagne Douglas William Freshfield lors d'une expédition à Kangchenjunga et écrit un compte rendu de la géologie locale ,.
En 1901, il est nommé professeur Yates-Goldsmid de géologie et de minéralogie à l'Université de Londres, poste qu'il occupe jusqu'à sa retraite en 1931.
En 1913-14, Garwood est élu président de l'Association géographique.

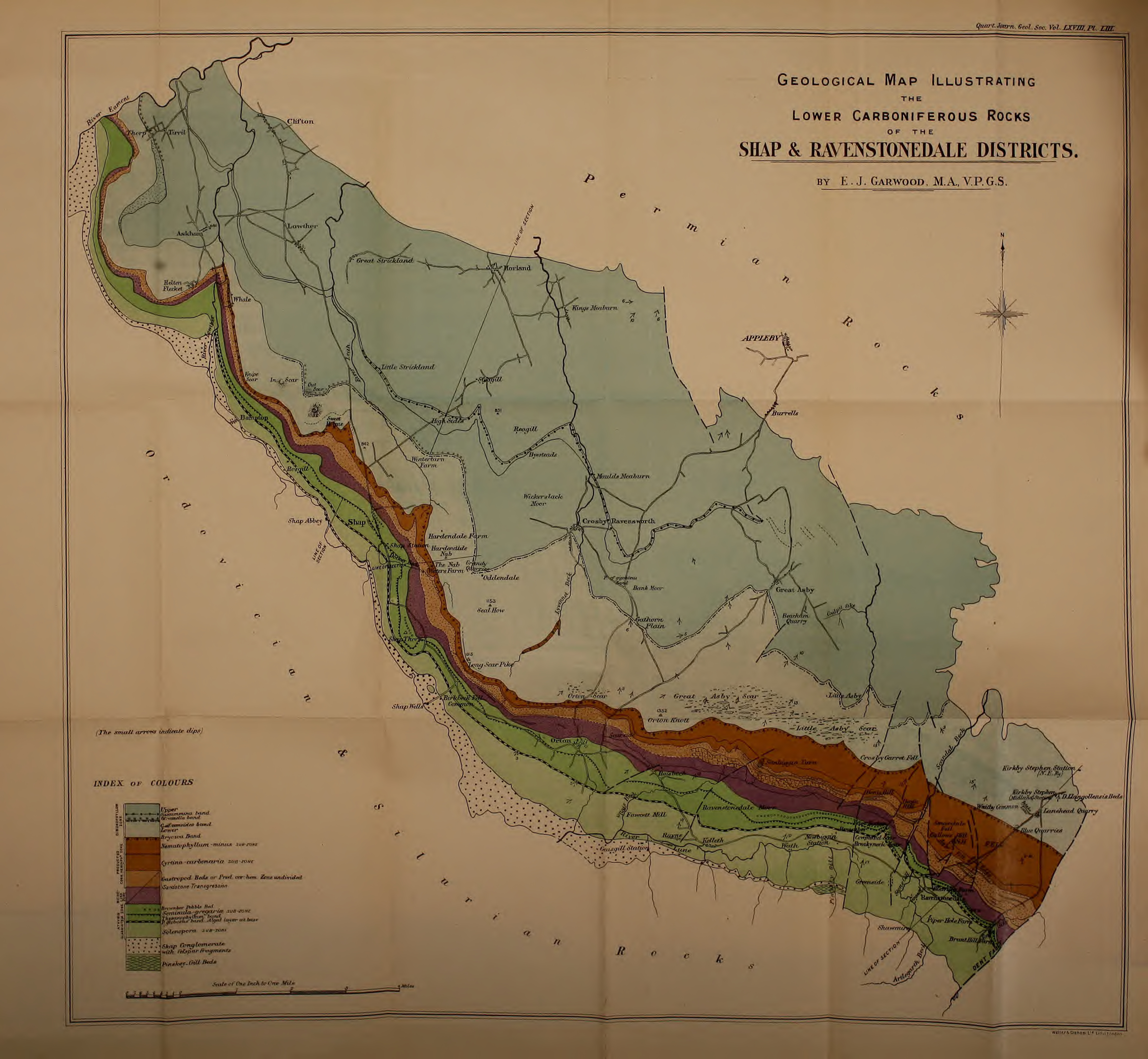
Carte géologique de Shap et Ravenstonedale. De Garwood (1912)

Il est élu membre de la Royal Society en mai 1914.